# Tom Dempsey
Thomas John Dempsey (Milwaukee, 12 gennaio 1947 – New Orleans, 4 aprile 2020) è stato un giocatore di football americano statunitense che ha militato nel ruolo di placekicker nella National Football League (NFL).

## Biografia
Dempsey è noto soprattutto per il field goal da 63 yard mentre il tempo andava esaurendosi nella vittoria dei New Orleans Saints per 19–17 sui Detroit Lions l'8 novembre 1970 al Tulane Stadium a New Orleans. Prima del 1974 i pali per la trasformazione dei field goal nella NFL erano all'inizio della end zone piuttosto che dietro e un field goal sbagliato poteva quasi essere assimilato a un punt: in caso di errore, esso era un touchback a meno che non cadesse in campo e fosse ritornato dagli avversari. Con il tempo quasi scaduto, i Saints tentarono un field goal con l'holder Joe Scarpati che pose il pallone sulla linea delle 37 yard dei Saints. Lo snap da Jackie Burkett fu ben eseguito e Dempsey segnò il field goal con mezzo metro di margine. Fu una delle due uniche vittorie dei Saints in quella stagione.
Per molti anni si ritenne che il quarterback dei Saints Billy Kilmer fu l'holder dello storico calcio, ma le foto e il commento radio e televisivo rivelano che fosse in realtà Scarpati. Con quella trasformazione, Dempsey superò il record NFL di Bert Rechichar di 7 yard. Questo fu pareggiato da Jason Elam nel 1998, Sebastian Janikowski nel 2011 e David Akers nel 2012. L'8 dicembre 2013 Matt Prater lo superò con calcio da 64 yard, tentato tuttavia nell'aria rarefatta dello stadio di Denver, a 1 600 metri di altezza.
Dempsey era nato senza le dita dei piedi e della mano destra. Indossava una calzatura modificata con una superficie più piatta e larga. Questo generò delle controversie sul fatto che potesse usufruire di un vantaggio ingiusto. Quando i giornalisti gliene chiesero conto rispose: "Ingiusto, eh? Che ne dite di calciare un field goal da 63 yard a 2 secondi dal termine con una scarpa quadrata e senza dita dei piedi". Quando il calcio fu analizzato dal programma Sport Science di ESPN, fu scoperto che non vi era alcun vantaggio ma, anzi, che la minor area di contatto diminuisse, e non aumentasse, il margine di errore.
La lega negli anni successivi creò due regole per scoraggiare i lunghi tentativi di field goal. La prima fu di spostare i pali alla fine della end zone (aggiungendo dieci yard alla distanza dei calci) e dando il pallone alla difesa nel punto dell'errore. In seguito, nel 1977, la lega istituì una regola, nota informalmente come "Tom Dempsey Rule", che "qualsiasi scarpa utilizzata da un giocatore con un arto mancante nella gamba utilizzata per calciare deve avere una superficie paragonabile alle normali scarpe".
È scomparso nel 2020 all'età di 73 anni per complicazioni da COVID-19.

## Palmarès

### Individuale
- Convocazioni al Pro Bowl: 1

1969
- First-team All-Pro: 1

1969
- New Orleans Saints Hall of Fame